# Circonscription autonomique de Valladolid
Ne doit pas être confondu avec Circonscription électorale de Valladolid.
La circonscription électorale de Valladolid est l'une des neuf circonscriptions électorales de Castille-et-León pour les élections aux Cortes de Castille-et-León.
Elle correspond géographiquement à la province de Valladolid.

## Synthèse
| AP & alliés |       | 5  | 5  |    |    |    |    |    |    |    |    |    |  |  |
| CDS         |       |    | 3  |    |    |    |    |    |    |    |    |    |  |  |
| IU          |       |    |    | 1  | 2  | 1  |    |    | 1  | 1  |    |    |  |  |
| PSOE        |       | 9  | 6  | 6  | 4  | 5  | 6  | 7  | 5  | 4  | 6  | 5  |  |  |
| PP          |       |    |    | 7  | 8  | 8  | 8  | 8  | 9  | 7  | 5  | 5  |  |  |
| Podemos     |       |    |    |    |    |    |    |    |    | 2  |    | 1  |  |  |
| Cs          |       |    |    |    |    |    |    |    |    | 1  | 3  | 1  |  |  |
| Vox         |       |    |    |    |    |    |    |    |    |    | 1  | 3  |  |  |
|             |       |    |    |    |    |    |    |    |    |    |    |    |  |  |
| Total       | Total | 14 | 14 | 14 | 14 | 14 | 14 | 15 | 15 | 15 | 15 | 15 |  |  |

## Résultats détaillés

### 1983
| Parti      | Parti | Députés élus |
| ---------- | ----- | --- |
| PSCyL-PSOE |       | José Constantino Nalda, Tomás Manuel Rodríguez Bolaños, Dionisio Llamazares Fernández, Jesús Quijano, Fernando Valdés Dal-Ré, Francisco Javier Paniagua Íñiguez, María del Rosario Peñalva Araújo, Fernando Tomillo Guirao, Francisco Javier Vela Santamaría |
| AP-PDP-UL  |       | Santiago López Valdivielso, José Luis Sáinz García, Manuel Fuentes Hernández, Pablo Félix Caballero Montoya, Marcelo Morchón González |

- Fernando Valdés (PSCyL-PSOE) est remplacé en mars 1984 par José Elías Pérez Barragán.
- Santiago López (AP) est remplacé en novembre 1986 par José Simón Rodríguez.

### 1987
| Parti      | Parti | Députés élus |
| ---------- | ----- | --- |
| PSCyL-PSOE |       | José Constantino Nalda, Dionisio Llamazares Fernández, Jesús Quijano, Francisco Javier Paniagua Íñiguez, Antonio de Meer Lecha-Marzo, Leandro Javier Martín Puertas |
| AP         |       | José María Aznar, José Luis Sáinz García, Miguel Ángel Cortés Martín, Francisco Javier León de la Riva, Tomás Burgos Gallego                                        |
| CDS        |       | Carlos Sánchez-Reyes de Palacio, Jorge Vladimiro Poliz Laguna, Juan Bartolomé Durán Sánchez                                                                         |

- José María Aznar (AP) est remplacé en novembre 1989 par Eusebio Manso Parra.
- Miguel Ángel Cortés (AP) est remplacé en novembre 1989 par María del Rosario González Hortal.
- José Constantino Nalda (PSCyL-PSOE) est remplacé en décembre 1989 par Bernardo San Miguel Peñalva.
- Dionisio Llamazares (PSCyL-PSOE) est remplacé en avril 1991 par Fernando Tomillo Guirao.

### 1991
| Parti      | Parti | Députés élus |
| ---------- | ----- | --- |
| PPCyL      |       | Juan José Lucas, Francisco Javier León de la Riva, José Luis Sáinz García, Fernando Zamácola Garrido, Tomás Burgos Gallego, Manuel Fuentes Hernández, Francisco Javier Aguilar Cañedo |
| PSCyL-PSOE |       | Jesús Quijano, Zenón Jiménez-Ridruejo Ayuso, Leandro Javier Martín Puertas, Raquel Alonso Arévalo, Fernando Tomillo Guirao, Antonio de Meer Lecha-Marzo                               |
| IU         |       | José Antonio Herreros Herreros |

- Tomás Burgos (PPCyL) est remplacé en juillet 1993 par Eusebio Manso Parra.

### 1995
| Parti      | Parti | Députés élus |
| ---------- | ----- | --- |
| PPCyL      |       | Juan José Lucas, Tomás Félix Villanueva Rodríguez, Francisco Javier León de la Riva, Carmen Reina Díez Pastor, Francisco Javier Aguilar Cañedo, Fernando Zamácola Garrido, José Luis Sáinz García, Félix Calvo Casasola |
| PSCyL-PSOE |       | Jesús Quijano, Jorge Félix Alonso Díez, María Pilar Ferrero Torres, Antonio de Meer Lecha-Marzo |
| IU         |       | José Antonio Herreros Herreros, María Elena Pérez Martínez |

### 1999
| Parti      | Parti | Députés élus |
| ---------- | ----- | --- |
| PPCyL      |       | Juan José Lucas, Tomás Félix Villanueva Rodríguez, Carmen Reina Díez Pastor, Raúl de la Hoz Quintano, Francisco Javier Aguilar Cañedo, José Luis Sáinz García, Arenales Serrano, Pedro Luis Antona del Val |
| PSCyL-PSOE |       | Jesús Quijano, José Francisco Martín Martínez, María Elena Pérez Martínez, Jorge Félix Alonso Díez, Antonio de Meer Lecha-Marzo                                                                            |
| IU         |       | José Antonio Herreros Herreros |

- Juan José Lucas (PPCyL) est remplacé en mars 2001 par María del Rosario Caballero Yéboles.
- Jesús Quijano (PSCyL-PSOE) est remplacé en février 2003 par Ismael Mario Bosch Blanco.
- Antonio de Meer (PSCyL-PSOE) est remplacé en mai 2003 par Ana María Vázquez Vegas.

### 2003
| Parti      | Parti | Députés élus |
| ---------- | ----- | --- |
| PPCyL      |       | Tomás Félix Villanueva Rodríguez, Francisco Javier Aguilar Cañedo, Arenales Serrano, Raúl de la Hoz Quintano, José Antonio de Santiago-Juárez López, María del Castañar Domínguez Garrido, Federico Juan Sumillera Rodríguez, Crescencio Martín Pascual |
| PSCyL-PSOE |       | Ángel Villalba Álvarez, Jorge Félix Alonso Díez, María Elena Pérez Martínez, Pascual Felipe Fernández Suárez, Helena Caballero Gutiérrez, Óscar Sánchez Muñoz                                                                                           |

### 2007
| Parti      | Parti | Députés élus |
| ---------- | ----- | --- |
| PPCyL      |       | Tomás Félix Villanueva Rodríguez, María Mercedes Coloma Pesquera, José Antonio de Santiago-Juárez López, Raúl de la Hoz Quintano, Arenales Serrano, Francisco Javier Aguilar Cañedo, Crescencio Martín Pascual, Alfonso José García Vicente |
| PSCyL-PSOE |       | Jorge Félix Alonso Díez, Ana María Redondo García, Ángel Velasco Rodríguez, María Elena Pérez Martínez, Pascual Felipe Fernández Suárez, Óscar Sánchez Muñoz, María Blanco Ortúñez                                                          |

### 2011
| Parti      | Parti | Députés élus |
| ---------- | ----- | --- |
| PPCyL      |       | Tomás Félix Villanueva Rodríguez, José Antonio de Santiago-Juárez López, María Pilar del Olmo Moro, Ramiro Felipe Ruiz Medrano, María Luisa Álvarez-Quiñones Sanz, Crescencio Martín Pascual, Alfonso José García Vicente, Raúl de la Hoz Quintano, María Ángeles Porres Ortún |
| PSCyL-PSOE |       | Ana María Carmen Redondo García, Pedro González Reglero, Jorge Félix Alonso Díez, María Teresa López Martín, José Francisco Martín Martínez |
| IUCyL      |       | José María González Suárez |

- Ramiro Ruiz (PPCyL) est remplacé en février 2012 par Ana Isabel Hernández Morán.

### 2015
| Parti      | Parti | Députés élus |
| ---------- | ----- | --- |
| PPCyL      |       | Ramiro Felipe Ruiz Medrano, José Antonio de Santiago-Juárez López, María del Pilar del Olmo Moro, Alfonso Ángel Centeno Trigos, María de Diego Durántez, Rául de la Hoz Quintano, Alfonso José García Vicente |
| PSCyL-PSOE |       | José Javier Izquierdo Roncero, Marta Olmedo Palencia, José Francisco Martín Martínez, Laura Pelegrina Cortijo                                                                                                 |
| Podemos    |       | Carlos Eduardo Chávez Muñoz, Adela Pascual Álvarez |
| Ciudadanos |       | Luis Fuentes Rodríguez |
| IU-Equo    |       | José Sarrión Andaluz |

- María de Diego (PPCyL) est remplacée en septembre 2015 par Marta Maroto del Olmo.
- Marta Olmedo (PSCyL-PSOE) est remplacé en mars 2016 par Pedro González Reglero.
- Alfonso García (PPCyL) est remplacée en septembre 2017 par María Paloma Vallejo Quevedo.
- José Javier Izquierdo (PSCyL-PSOE) est remplacé en juin 2018 par Raquel Alonso Arévalo.

### 2019
| Parti      | Parti | Députés élus |
| ---------- | ----- | --- |
| PSCyL-PSOE |       | Elisa Patricia Gómez Urbán, Pedro Luis González Reglero, Laura Pelegrina Cortijo, José Francisco Martín Martínez, María Isabel Gonzalo Ramírez, Luis Ángel Fernández Bayón |
| PPCyL      |       | Rául de la Hoz Quintano, Ramiro Felipe Ruiz Medrano, Pilar Garcés García, Luis Miguel González Gago, María Paloma Vallejo Quevedo                                          |
| Ciudadanos |       | Francisco Igea Arisqueta, Luis Fuentes Rodríguez, Miguel Ángel González Rodrigo                                                                                            |
| Vox        |       | Jesús María García-Conde del Castillo |

- Pilar Garcés (PP) est remplacée en septembre 2019 par Pablo Trillo-Figueroa Martínez-Conde.
- Luis González (PP) est remplacé en septembre 2019 par Noemí Rojo Sahagún.
- Jesús García-Conde (Vox) est remplacé en février 2021 par María de Fátima Pinacho Fernández.

### 2022
| Parti      | Parti | Députés élus |
| ---------- | ----- | --- |
| PSCyL-PSOE |       | Elisa Patricia Gómez Urbán, Pedro Luis González Reglero, Laura Pelegrina Cortijo, José Francisco Martín Martínez, María Isabel Gonzalo Ramírez |
| PPCyL      |       | Jesús Julio Carnero García, Raúl de la Hoz Quintano, María Paloma Vallejo Quevedo, Noemí Rojo Sahagún, Ramiro Felipe Ruiz Medrano              |
| Vox        |       | Juan García-Gallardo Frings, María de Fátima Pinacho Fernández, Francisco Javier Carrera Noriega                                               |
| UP         |       | Pablo Fernández Santos |
| Cs         |       | Francisco Igea Arisqueta |

- Jesús Julio Carnero (PP) est remplacé le 27 juin 2023 par Pablo Trillo-Figueroa Martínez-Conde.